# Vrtovče
Vrtovče é uma vila localizada no município de Ajdovščina na Eslovênia. Possuía uma população estimada de 122 habitantes em 2020.